# Adela Azcuy
Gabriela de la Caridad Azcuy Labrador (18 de março de 1861 - 15 de março de 1914) foi uma enfermeira e poetisa cubana que participou na Guerra da Independência de Cuba. Em 10 de fevereiro de 1896, Azcuy juntou-se à milícia de Miguel Lores, perto de Gramales, como médica do exército. No ano seguinte, o general Lorente escreveu que "no calor da batalha em Las Cañas, entre Guane e Mantua, a Sra. Azcuy desceu do seu cavalo para curar os feridos em tais momentos de perigo que outros médicos já se haviam retirado temporariamente." Azcuy foi feita Capitã e depois da guerra entrou na política como secretária do Conselho de Educação em Viñales.

## Biografia
Em 18 de março de 1861, Adela Azcuy nasceu em Viñales, Cuba, filha dos pais Francisco Azcuy Martínez e María del Carmen Labrador Piloto e viveria numa quinta em San Cayetano até 1865. A sua família mudou-se para a residência da avó de Azcuy, onde aprendeu a equitação, a caça e o manuseio de armas de fogo. Azcuy teve o seu primeiro casamento com o criollo Jorge Monzón Cosculluela, bacharel em Farmácia em 1886. O casamento foi feliz até 1891, quando, enquanto trabalhava para tratar as vítimas de um surto de varíola, Monzón morreu da doença em 17 de janeiro. Ela casou-se novamente com o espanhol Castor del Moral, funcionário da farmacêutica em que o seu falecido marido trabalhava, mas o casamento acabou devido a divergências sobre o futuro político de Cuba.
Em 10 de fevereiro de 1896, Azcuy juntou-se a uma milícia guerrilheira comandada pelo tenente-coronel Miguel Lores perto de Gramales, apesar do seu género, por causa do seu espírito feroz e conhecimento farmacêutico, ganho por trabalhar como braço direito do seu marido no fabrico de remédios e tratamento de feridas. Durante uma batalha, um general Lorente escreveu sobre ela:

"En Cañas, entre Guane y Mantua, en 1897 y en el fragor de una batalla, la señora Azcuy apeóse del caballo para curar a los heridos, en momentos de tan grave peligro que los facultativos se habían temporalmente retirado."
"Em Cañas, em 1897, entre Guane e Mantua, no calor da batalha, a senhora Azcuy desmontou-se do seu cavalo para tratar os feridos num momento de tão grave perigo que os médicos se haviam retirado temporariamente." General Lorente